# Manzana Rica
La Manzana Rica, también denominada la Manzana Rica del Real, la Manzana Rica del Barrio del Real o la Manzana Rica del Barrio del General Real, es una manzana, grupo de viviendas, de alquiler, modernista que recibe su nombre por su gran elegancia. El grupo de viviendas está situado en la Calle Jiménez e Iglesias del Ensanche Modernista de la ciudad española de Melilla y forma parte del Conjunto Histórico Artístico de la Ciudad de Melilla, un Bien de Interés Cultural.

## Historia
Fueron construidas antes de 1920, siendo desconocido su autor.

## Descripción

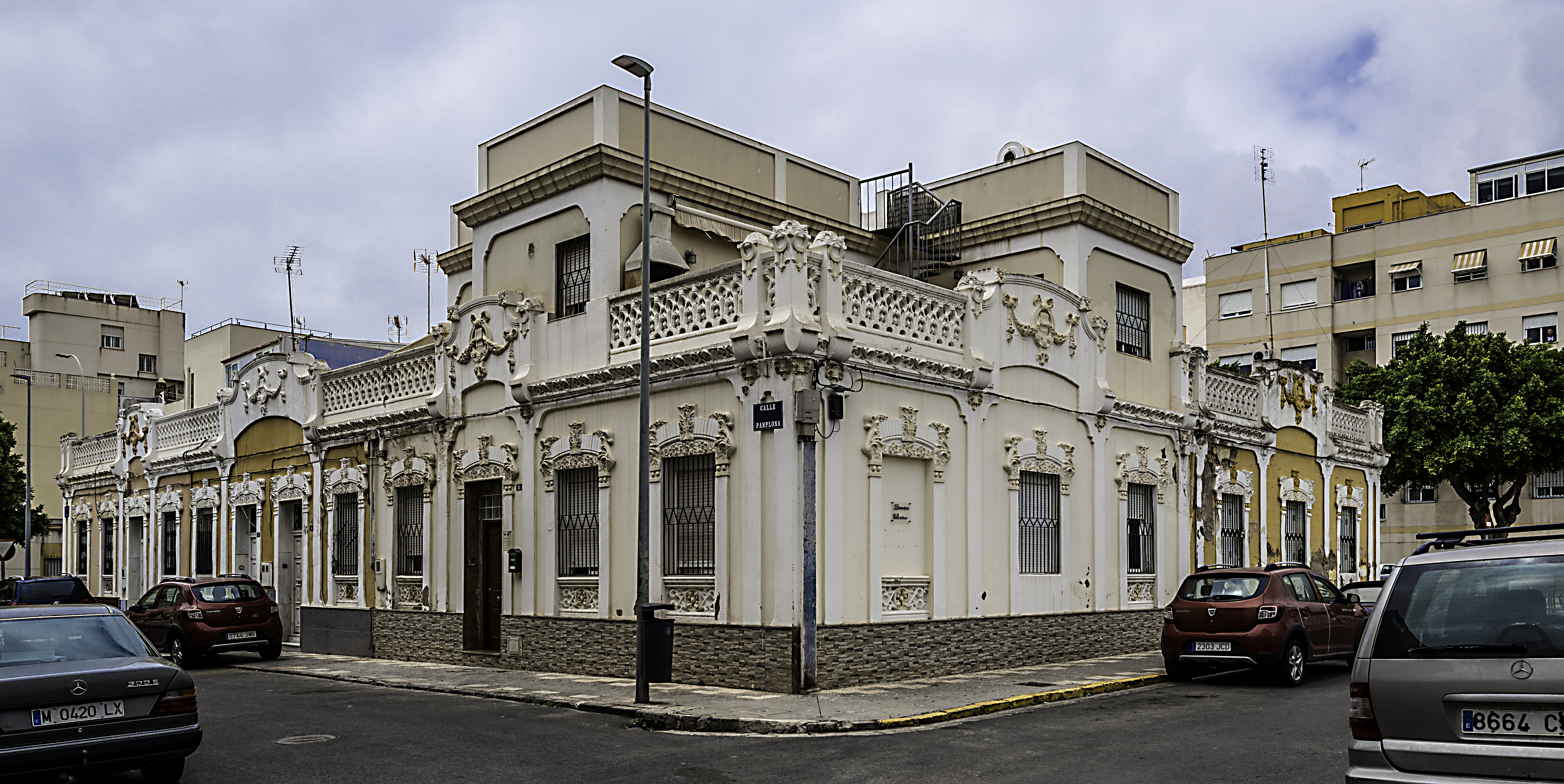
Manzana Rica (Melilla)

Son un grupo de 12 viviendas, cada una de una única planta de 50 metros cuadrados, sobre un solar de 600, con fachadas, además de a la calle Jiménez Iglesias, a otras dos laterales.
Están construidas con paredes de mampostería de piedra local y bovedillas de ladrillo macizo sustentadas con vigas de hierro para las cubiertas.
Presentan vanos rectangulares enmarcados con molduras sobre los arquitrabes y antepechos en las ventanas. Las puertas se flanquean con pilastras, que  se sitúan también en las esquinas y en los límites de las viviendas.
Todo se remata con balaustrada en los petos y frontones curvos, en los que se sitúan florones sobre las puertas.